# 古ウイグル語
古ウイグル語（こウイグルご）は、回鶻語（かいこつご、中国語: 回鹘语、拼音：Huíhú yǔ）とも言い、9世紀から14世紀にかけて天山ウイグル王国において話されたテュルク諸語に属する言語。甘粛省の西部ユグル語は、その後裔である。

## 歴史

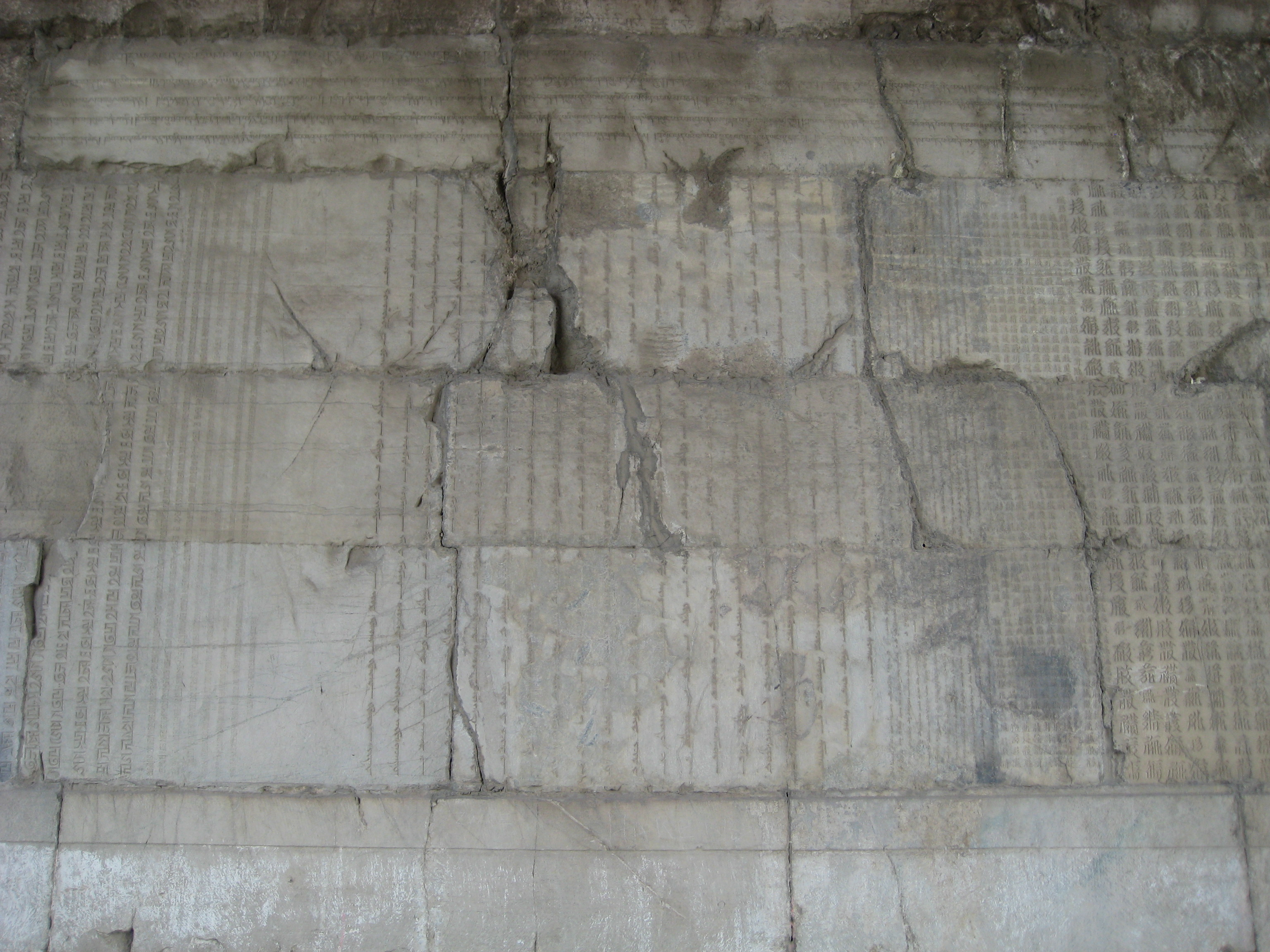
居庸関雲台東側内壁に刻まれる古ウイグル文字。

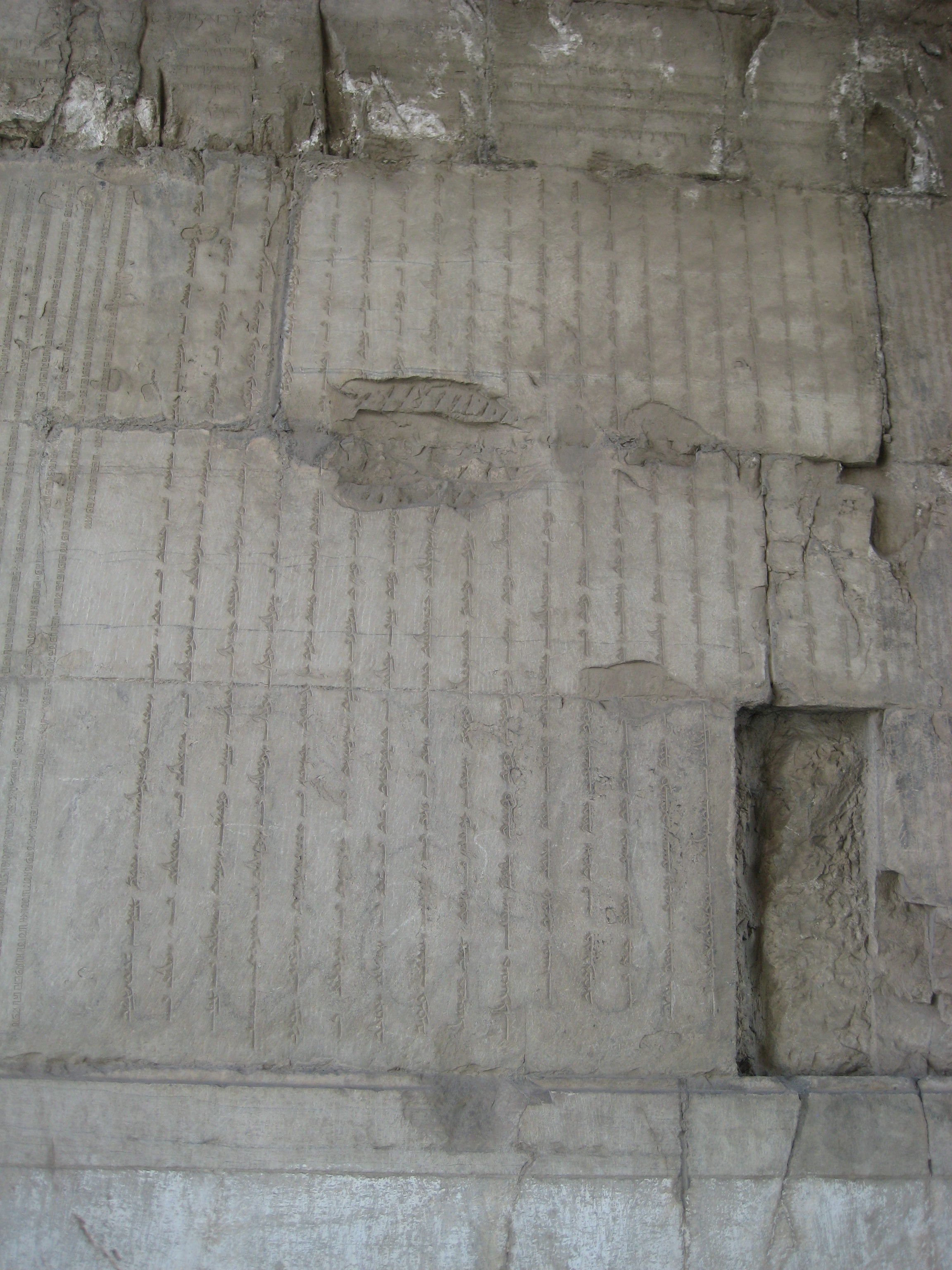
居庸関雲台西側内壁に刻まれる古ウイグル文字。

古ウイグル語は、ウイグル可汗国（回鶻可汗国）滅亡後、その残存勢力が移住した甘粛、トゥルファン、ハミ等の地域において、9世紀に古テュルク語から発展することで形成された。これらの勢力はトゥルファン、ハミにおいて天山ウイグル王国を建国し、マニ教、仏教を国教に採用した。甘粛の勢力は、西夏の一部となった。
天山ウイグル王国は、モンゴル帝国時代、その属国として存続したが、ムスリムのチャガタイ・ハン国の征服を受け、トゥルファンとハミはイスラム化した。古ウイグル語は、トゥルファンとハミにおいては消滅したが、甘粛で生き残り西部ユグル語の形で残された。
現在、もっぱら「ウイグル語」の名称で知られる現代ウイグル語はカラハン朝において話されたカルルク語群の子孫であり、同一のテュルク諸語の中においては、シベリア・テュルク語群に属する古ウイグル語とは系統を異にする。

## 特徴
古ウイグル語は、コピュラ「dro」を西部ユグル語と共有する。

## 文献
多くの古ウイグル語文献は、敦煌文書中からの発見を始めとする、マニ教、仏教などの宗教に関したものである。古ウイグル語を含んで多言語併記された例としては、居庸関雲台、莫高窟六字真言碑などがある。

## 文字
古ウイグル語は、ソグド文字から派生した古ウイグル文字を用いて筆記された。